# William Gordon (2e comte d'Aberdeen)
Pour les articles homonymes, voir William Gordon (homonymie).
William Gordon, 2e comte d'Aberdeen (1679 - 30 mars 1746), connu entre 1691 et 1720 comme Lord Haddo est un pair écossais, homme politique conservateur et jacobite.

## Biographie
Il est le deuxième fils de George Gordon (1er comte d'Aberdeen) et, à la suite des Actes de l'Union de 1707, est élu à la Chambre des communes pour l'Aberdeenshire en 1708. Cependant, en tant que fils aîné d'un pair, il n'a pas siégé et est remplacé par Alexander Cumming, premier baronnet un an plus tard. Comme son frère aîné est mort en 1691, il succède à son père en 1720 et un an plus tard, il est élu représentant de la Chambre des lords.
Lord Aberdeen a acquis les domaines de Ballogie, Boddam, Crichie, Fedderat, Fyvie, Ruthven et Tarland de son vivant et à sa mort en 1746, à Édimbourg (après avoir voyagé là-bas pour déclarer son soutien au soulèvement jacobite), il est remplacé par son fils aîné, George.

## Famille
En 1708, il épouse Mary Melville (fille de Alexander Leslie (5e comte de Leven)) et ils ont deux filles,
- Anne Gordon (1709-1755, épouse William Dalrymple-Crichton (5e comte de Dumfries))
- Mary Gordon (née et décédée en 1710).

La femme de Gordon meurt en donnant naissance à leur deuxième enfant. Il épouse ensuite Susan Murray (fille du premier duc d'Atholl) six ans plus tard et ils ont quatre enfants
- George Gordon (3e comte d'Aberdeen) (1722–1801),
- John Gordon (décédé en 1727),
- Catherine Gordon (1718-1799) épouse son cousin éloigné, le 3e duc de Gordon, puis se remarie avec Staats Long Morris (en)
- Susan Gordon (décédée en 1725)[1].

La seconde épouse de Lord Aberdeen meurt également en donnant naissance à leur dernier enfant. Il épouse alors Anne Gordon (fille du deuxième duc de Gordon) et ils ont six enfants.
- Le général William Gordon (officier), (décédé le 25 mai 1816), député de Woodstock 1767 et de Heytesbury 1774, un lord de la chambre du roi 1775
- Cosmo Gordon (décédé après 1783)
- Alexander Gordon, Lord Rockville (1739-1792)
- Charles Gordon (décédé le 13 décembre 1771)
- Harriet Gordon, mariée le 2 mars 1760, épouse Robert Gordon, le 15e Hallhead
- Elizabeth Gordon (née le 28 octobre 1734)[2]